# Smittoidea prolifica
Smittoidea prolifica är en mossdjursart som beskrevs av Osburn 1952. Smittoidea prolifica ingår i släktet Smittoidea och familjen Smittinidae. Inga underarter finns listade i Catalogue of Life.